# Zaouïa de Sidi Saâdi
La Zaouïa de Sidi Saâdi est un édifice religieux situé à Alger en Algérie. Elle fait partie des Zaouïas en Algérie affiliées à la Confrérie Rahmaniya sous la tutelle du Ministère des Affaires religieuses et des Wakfs et de la Référence religieuse algérienne.

## Construction
C'est le théologien "Sidi Saâdi" qui fit construire cette zaouïa en 1706 au-dessus de l'actuel "Jardin de Prague" au quartier Kettani de Bab El Oued, et est parcourue par la "Rampe Arezki Louni (ar)".
Le nom complet de cet érudit faqîh est "Abou Abdallah Mohamed ben Mohamed Saâdi".
Il acquit une étendue de terrain d'une superficie d'environ cinq hectares à la sortie occidentale de la Casbah d'Alger en date de 1706 grégorien équivalent à 1118 hégirien.
Ce terrain avait pour caractéristique de surplomber la baie d'Alger ainsi que l'estuaire dans lequel se déverse l'oued Mkacel.
L'histoire de la Casbah d'Alger mentionne que c'est Mezzomorto Hüseyin Pacha, alors raïs de la régence d'Alger, qui récompensa ce théologien pour son activité cultuelle dans la cité algéroise, ce qui permit à ce dernier d'acquérir ce terrain.
Les vétustes édifices qui existaient dans ce grand terrain furent retapés après son acquisition, et plusieurs autres bâtisses y ont été érigées durant une année de travaux soutenus.
A l'achèvement de la nouvelle mouture de cette zaouïa en 1707, ce lieu de culte fut alors inscrit dans les registres du habous de dar Es-Soltane.

## Description
La zaouïa de Sidi Saâdi était composée de plusieurs édifices:
- Une mosquée sans minaret avec toiture en tuiles selon le style architectural berbère.
- Une maison pour le cheikh de la zaouïa.
- Un mausolée honorant le défunt "Sidi Saâdi".
- Des salles de classe pour l'enseignement du Coran et des sciences islamiques.
- Des lieux d'hébergement des disciples[8].

## Mausolée
Le mausolée de "Sidi Saâdi" était situé dans l'enceinte de cette zaouïa où il a été enterré à sa mort en 1734 grégorien équivalent à 1147 hégirien.
Il a été inscrit comme édifice protégé dans les registres de dar Es-Soltane par un acte notarié.
Ce dôme contenant une châsse n'était distant de la zaouïa de Sidi Abderrahmane et du lycée Émir Abdelkader que de moins d'un kilomètre.
Les visiteurs s'y adonnaient au tawassoul et au Duaa selon les préceptes de la référence religieuse algérienne.

## Waqfs
La zaouïa de Sidi Saâdi subvenait aux frais de son fonctionnement et de son équipement, ainsi qu'à son entretien, au travers des revenus engrangés par une multitude de biens du Waqf qui lui appartenaient.
Ces biens Waqfs étaient composés de plusieurs édifices composant la dotation de cette zaouïa:
- Une campagne agricole[11].
- Trois maisons locatives.
- Deux ateliers de poterie.
- Deux boutiques.

Le revenu de cette dotation de biens Waqfs était évalué en 1834 à la somme de 255 francs français et 60 centimes.

## Oukils
La charge d'administration de cette zaouïa était assumée par un "Oukil" qui était une fonction héréditaire dans la famille du marabout "Sidi Saâdi".
Le dernier de ces oukils fut le théologien Ali Ould Si Saâdi (ar).

## Urbanisation
La zaouïa de Sidi Saâdi a été détournée de sa vocation dès les premiers jours de la conquête de l'Algérie par la France.
Le mausolée n'a pas été touché par les troupes coloniales et a été préservé en honneur de la sainteté et du prestige du défunt "Sidi Saâdi"
En 1847, les édifices de ce lieu de culte ont été occupés par le service du génie militaire pour l'entrepôt des armes et l'hébergement des effectifs humains.
Puis en 1850, la zaouïa fut affectée au dépôt des poudres à feu du service des contributions diverses.

## Sources
- « Alger, quelques-unes de ses mosquées d'après "Comité du Vieil Alger, Feuillets d'El-Djezaïr, Fondateur Henri Klein (1910), Éditions du Tell », sur www.alger-roi.fr, 29 septembre 2003 (consulté le 11 décembre 2015)
- Zineddine Sekfali, « Que peut-on encore sauver Alger ? », sur www.algerie-dz.com, El Watan, 18 avril 2005 (consulté le 11 décembre 2015)
- Rachid Bourouiba, Les Inscriptions commémoratives des mosquées d’Algérie, Alger, Office des Publications Universitaires, 1984, 374 p. (OCLC 17604508), p. 81-86
- Rachid Bourouiba, L’Art religieux musulman en Algérie, Alger, S.N.E.D., 1983, 2e éd. (1re éd. 1973), 343 p. (OCLC 432350294)
- Rachid Bourouiba, Apports de l’Algérie à l’architecture religieuse arabo-islamique, Alger, OPNA, 1986, 358 p. (OCLC 21521189)
- Albert Devoulx, Les Édifices religieux de l'ancien Alger, Alger, Bastide, 1870, 270 p. (OCLC 490390051, lire en ligne) Extrait de la Revue africaine.
- Georges Marçais, L’Architecture musulmane d’occident, Tunisie, Algérie, Espagne et Sicile, Paris, Arts et Métiers Graphiques, 1954, 1080 (OCLC 253985764)